# Organisk syntese
Organisk syntese er en gren af kemisk syntese, der omhandler fremstillingen af organiske forbindelser. Organiske forbindelser er molekyler, der består af en kombination af hydrogen, carbon, oxygen og nitrogen, der sidder sammen med kovalente bindinger. Der er mange forskellige typer af synteser inden for organisk syntese, og disse inkluderer totalsyntese, stereoselektiv syntese, automatiseret synthese og flere andre.